# 高氙酸钾
高氙酸钾（K4XeO6）是高氙酸的钾盐。
九水物为无色透明晶体，稳定性介于六水和八水高氙酸钠之间。溶解度比高氙酸钠大。制备方法如下：向浓氢氧化钾溶液中加入少量固体高锰酸钾，保温70°C三天，至紫色褪去。然后与三氧化氙溶液在0°C混合，并真空蒸馏蒸出约一半的水。再加入三氧化氙溶液，并缓慢冷却至5°C。这时就可析出高氙酸钾的九水合物结晶。
使六氟化氙在浓氢氧化钾溶液中水解，或用臭氧氧化三氧化氙的氢氧化钾溶液时，只能得到组成为 K4XeO6·2XeO3 的沉淀。它是一种有很强爆炸性的黄色粉末，不易吸潮。在201°C以上时，则分解为白色的无水高氙酸钾、氙和氧。